# Улица Матије Гупца (Сомбор)
| Улица Матије Гупца | Улица Матије Гупца                                              |
| ------------------ | --------------------------------------------------------------- |
|                    |                                                                 |
| Почетак            | Раскрсница улица Апатински пут и Максима Горког                 |
| Крај               | Раскрсница улица Душана Мудрака и 12 Војвођанске ударне бригаде |
| Дужина             | око 1300 m                                                      |
| Ширина             | 5 до 6 m                                                        |
| Створена           |                                                                 |
| Названа            |                                                                 |
| Стари називи       | Буњевачка                                                       |
|                    |                                                                 |
|                    |                                                                 |
| Поглед на улицу    |                                                                 |

Улица Матије Гупца је једна од старијих градских улица у Сомбору, седишту Западнобачког управног округа. Протеже се правцем који повезује раскрсницу на којој се спајају улице Апатински пут и Максима Горког, и на другој страни раскрисницу улица Душана Мудрака и XII Војвођанске ударне бригаде. Дужина улице је око 1300 м.

## Улице у Сомбору
Почетком 20. века (1907) Сомбор је био подељен на пет градских квартова (Унутрашња варош, Горња варош, Црвенка, Млаке или Банат и Селенча) и било је 130 улица. Данас у Сомбору има око 330 улица.
Некада квартови, данас Месне заједнице, којих на подручју Града Сомбора има 22. Сам Град има 7 месних заједница (Црвенка, Горња Варош, Млаке, Нова Селенча, Селенча, Стара Селенча и Венац), док су осталих 15 у осталим насељеним местима.
Улица Матије Гупца припада Месној заједници Горња Варош коју чини 108 улица, и која се налази се у северозападном делу града.

## Назив улице
Улица је у прошлости носила назив Буњевачка. Данас носи назив Матије Гупца.
- Матија Губец (1548 - 1573), чије је право име Амброз, најпознатији је као вођа хрватско-словенске сељачке буне 1573. године. Погубљен је у Загребу, 1573. године након пораза своје војске сељака, крај Стубичких Топлица.[6]

## Суседне улице
- Апатински пут
- Раде Кончара
- Уроша Предића
- Ернеста Киша
- Тозе Марковића
- Георги Димитрова
- Гамала Абдела Насера
- Јосићки пут
- Николе Максимовића
- Славујев венац
- Симе Шолаје
- Душана Мудрака
- XII Војвођанске ударне бригаде

## Улицом Матије Гупца
Улица Матије Гупца је улица у којој се углавном налазе стамбене куће и зграде новије градње, неколико продајних објеката, фирми и угоститељских објеката. На почетку улице, на углу који дели са Апатинским путем, налази се зграда Опште болнице "Др Радивој Симоновић" - Одеље психијатрије. Идући даље, са њене леве стране, налази се главни улаз у Велико католичко гробље. На крају улице, са њене десне стране, налази се уређен Парк који дели са Улицом XII Војвођанске ударне бригаде.

### Значајније институције и објекти у улици
Тренутно се у улици налази:
- Хуманитарно удружење Немаца Герхард, на броју бб
- Метеор commerce - сточна храна, на броју 72
- Ауто плац K&D Ауто Центар, на броју 83
- Italija shop - продавница ауто делова, на броју 81
- Поликлиника Балтис, на броју 69
- Вамал Група - акумулатори и батерије, на броју 32
- Ветеринарска амбуланта Ребро 18, на броју 74
- Ветеринарска амбуланта Животињско царство, на броју 23
- Old Brick Pub, на броју 55

## Галерија
- Општа болница "Др Радивој Симоновић" - Одеље психијатрије
- Улаз у Велико католичко гробље
- Old Brick Pub
- Поликлиника Балтис